# Konrad Piecuch
Konrad Piecuch (ur. 27 listopada 1897 w Potępie, zm. 10 sierpnia 1932 tamże) – domniemany powstaniec śląski i członek Komunistycznej Partii Niemiec. Zabity przez członków SA, uznawany za symbol zbrodni politycznych w Republice Weimarskiej.
Zarówno udział w powstaniu, jak i członkostwo w partii komunistycznej są kwestionowane.

## Życiorys
Poniższy życiorys, będący efektem publikacji z lat 50. i 60., może nie odzwierciedlać stanu faktycznego i jest kwestionowany.
Konrad Piecuch urodził się w Potępie, niedaleko Toszka w 1897 r. Podczas pracy w Krupskim Młynie związał się z socjaldemokratami. Z powodu swoich socjalistycznych sympatii podczas I wojny światowej walczył na froncie w kompanii karnej. Po wojnie związał się z komunistami, którzy próbowali tworzyć Górnośląską Republikę Rad. W czasie III powstania śląskiego walczył w szeregach powstańców m.in. w bitwie o Górę Świętej Anny. Po podziale Śląska uciekł na stronę polską, gdzie zatrudnił się w stalowni Huty „Królewskiej” w Królewskiej Hucie. Wkrótce jednak wrócił do Niemiec rozczarowany kapitalistyczną Polską. Wstąpił do Komunistycznej Partii Niemiec.
Wg krytycznej analizy Marka Chylińskiego, opartej m.in. na publikacji Richarda Bessela, udział Piecucha w powstaniu śląskim nie ma potwierdzenia w dokumentach i mógł ograniczyć się do 3 pierwszych dni. Brak też dokumentów potwierdzających przynależność Piecucha do partii komunistycznej, a może to podważać jego wyznanie rzymskokatolickie i pogrzeb kościelny. Nie są natomiast kwestionowane jego lewicowe poglądy.

## Zabójstwo
W nocy z 9 na 10 sierpnia 1932 do domu Piecucha wtargnęła pięcioosobowa nazistowska bojówka SA z Rokitnicy (Paul Lachmann, Reinhold Kottisch, Rufin Wolnitza, August Gräupner, Helmut Josef Müller). Konrada Piecucha i jego brata Alfonsa pobili oni do nieprzytomności gumowymi pałkami i kijami bilardowymi. Potem na oczach ich matki Marii jeden z bojówkarzy Reinhold Kottisch zastrzelił Konrada z pistoletu, po czym bojówkarze odjechali do Mikulczyc, gdzie była siedziba ich jednostki. 

W wyniku rozprawy sądowej w Bytomiu bojówkarzy skazano na karę śmierci, choć wyroku nigdy nie wykonano. Obrońca Hans Frank argumentował, że czyn, jakiego się dopuścili oskarżeni, zasługuje na pochwałę, ponieważ SA-mani: 

dwojako zasłużyli się Rzeszy niemieckiej, zabijając po pierwsze Polaka, a po drugie komunistę.

 Obrony zbrodniarzy podjął się nawet sam Adolf Hitler, który na łamach prasy nazistowskiej apelował do skazanych>: 

Moi towarzysze! W obliczu tego potwornego krwawego wyroku łączę się z Wami w uczuciu bezgranicznego przywiązania. Wasze uwolnienie staje się od tej chwili sprawą naszego honoru, a walka z rządem, za którego ten wyrok został wydany naszym obowiązkiem.

Księga pamiątkowa śląskiej SA „Ehrenbuch” opisała to wydarzenie w następujący sposób: 

W małej wiosce Potępie żył wciąż jeszcze łobuz Piecuch, komunista i powstaniec, który już w roku 1921, w okresie wielkiej tragedii Górnego Śląska, zdradził swoją ojczyznę i był jednym z najgorszych agitatorów. Kilku dzielnych SA-manów nie wytrzymało tego dłużej i Piecucha dosięgnął w końcu zasłużony los.

W sprawie niewykonania wyroku śmierci na mordercach Piecucha interweniował Związek Polaków w Niemczech składając w Genewie skargę do Ligi Narodów, ale nie odniosła ona żadnego skutku wobec słabości Ligi. W trzeci dzień po dojściu Hitlera do władzy 1 lutego 1933 uroczyście uwolniono z więzienia bojówkarzy SA odpowiedzialnych za morderstwo Piecucha.
Zabójstwo Konrada Piecucha, za sprawą publikacji z lat 50. i 60., stało się symbolem zbrodni politycznych w Republice Weimarskiej. Ówczesne publikacje były jednak słabo udokumentowane. Zabójstwo mogło mieć charakter polityczny i za takie było uważane po wypowiedziach zarówno ówczesnych komunistów, jak i narodowych socjalistów. Do takiej interpretacji przyczynił się zwłaszcza telegram Hitlera. Możliwe jest jednak, że było to morderstwo o charakterze pospolitym. Paul Lachmann był silnie skonfliktowany z Piecuchem i mógł zorganizować napad z pobudek prywatnych, np. z zemsty, z nienawiści do Polaków lub aby usunąć świadka mogącego potwierdzić, że w 1922 r. zastrzelił leśniczego.
Konrada Piecucha upamiętnia ulica jego imienia we wsi Potępa. Do 2017 r. ulica taka znajdowała się również w Bytomiu.